# Młodzieżowe Drużynowe Mistrzostwa Polski na Żużlu 1998
Młodzieżowe Drużynowe Mistrzostwa Polski 1998 – zawody żużlowe, mające na celu wyłonienie medalistów młodzieżowych drużynowych mistrzostw Polski w sezonie 1998. Rozegrano eliminacje w czterech grupach oraz finał.

## Finał
- Gniezno, 1 września 1998
- Sędzia: Marek Czernecki

| Msc |                                                                                           | Drużyna / Zawodnik                                   | Biegi                     | Punkty |
| --- | ----------------------------------------------------------------------------------------- | ---------------------------------------------------- | ------------------------- | ------ |
| 1   |                                                                                           | Trilux Start Gniezno                                 | Trilux Start Gniezno      | 37     |
| 1   | Krzysztof Jabłoński Paweł Duszyński Mariusz Lisiak Tomasz Nowakowski Robert Woźniak       | (2,3,3,wu,3) (3,2,2,3,u) (2,2,2,1,3) (0,0,2,3,1)     | 11 10 6 ns                |        |
| 2   |                                                                                           | Polonia Piła                                         | Polonia Piła              | 35     |
| 2   | Krzysztof Pecyna Rafał Okoniewski Mariusz Franków Jarosław Hampel Waldemar Fons           | (2,0,3,2,u) (3,3,3,1,2) (1,2,3,3,wst) (1,1,1,2,2)    | 7 12 9 7 ns               |        |
| 3   |                                                                                           | Kuntersztyn GKM Grudziądz                            | Kuntersztyn GKM Grudziądz | 25     |
| 3   | Robert Dados Maciej Kierzkowski Grzegorz Knapp Wiesław Ośkiewicz Wojciech Duda            | (3,3,1,3,3) (0,0,0) (1,1,wu,2,2) (1,1,1,1,2) (wsu,0) | 13 0 6 0                  |        |
| 4   |                                                                                           | Apator DGG Toruń                                     | Apator DGG Toruń          | 23     |
| 4   | Robert Kościecha Tomasz Chrzanowski Marcin Kowalik Mariusz Puszakowski Łukasz Pawlikowski | (3,2,0,1,1) (2,3,2,2,1) (0,1,0,1) (u,0,0,3) (1,0)    | 7 10 2 3 1                |        |